# 西米納勒爾 (堪薩斯州)
西米納勒爾（英語：West Mineral）是一個位於美國堪薩斯州切羅基縣的城市。

## 地方資料
根據2010年美國人口普查的數據，西米納勒爾的面積為0.87平方千米，當中陸地面積為0.87平方千米，而水域面積為0.00平方千米。當地共有人口185人，而人口密度為每平方千米212.64人。